# 絲栗栲
丝栗栲（學名：Castanopsis fargesil Franch，各地又稱為絲栗樹、楒𣗖（木栗）、楒栗、思栗、栲樹、黃栲、絲栗子、大絲栗樹、毛葉絲、毛葉綠、水絲樹）是殼鬥科下的栲屬的一個種，常綠喬木，高可達40m，胸徑達1米，樹榦通直．樹皮灰白褐色．呈不規則淺縱裂。產於重慶市城口、巫山、巫溪、開縣、雲陽．奉節、黔江、酉陽．秀山、武隆、南川、江津、永川、銅梁、北碚。散生於常綠闊葉林中．可形成純林。四面山、金佛山、縉雲山都有成片純林。安徽、浙江、台灣、江蘇、湖北、湖南、貴州、雲南等省區有分布。幼年耐陰．成年喜光。

## 地名
絲栗在川渝地区、南方有大量的分布，有许多地名以楒𣗖、楒栗、思栗命名，如：
- 四川省瀘州市合江縣楒栗壩
- 四川省瀘州市合江縣楒栗埂
- 重慶市江津區楒栗樹
- 重慶市巴南區跳石鎮陳家鄉楒栗村
- 重慶市巴南區南龍鄉枇杷村楒𣗖林嘴
- 重慶市巴南區石灘鄉紅椿村楒𣗖崗
- 廣東省雲浮市通門鎮街坊思栗口

## 外部連結
- 維基物種上的相關：錐栗屬